# M109 (САУ)
M109 (англ. M109 howitzer) — американська самохідна гаубиця, що перебуває на озброєнні артилерії армії США та деяких інших країн світу, в тому числі в Україні.
Розроблена на початку 1960-х років самохідна артилерійська система призначалася для заміни невдалої самохідної гармати M44, що створювалася на базі легкого танка M41 Walker Bulldog, паралельно зі 105-мм САУ M108. Перебувала в серійному виробництві ОПК США, неодноразово модернізуючись, з 1962 по 2003 рік, також випускалася за ліцензією в 1990-х роках у Південній Кореї. Остання версія самохідної гаубиці M109A7.
Вперше M109 використовувалася в реальних бойових умовах під час В'єтнамської війни, згодом застосовувалася майже в усіх військових конфліктах, в яких брали участь США. Зі скасуванням програм розробки новітніх XM2001 Crusader та XM1203, M109A6 «Paladin» залишається основною самохідною артилерійською системою збройних сил країни у найближчому майбутньому. Крім США, є стандартною САУ країн НАТО, в значних кількостях постачалася також у низку інших країн і використовувалася в багатьох регіональних конфліктах.
З травня 2022 року активно застосовується силами ЗСУ проти окупаційних військ Російської Федерації.

## Історія розробки

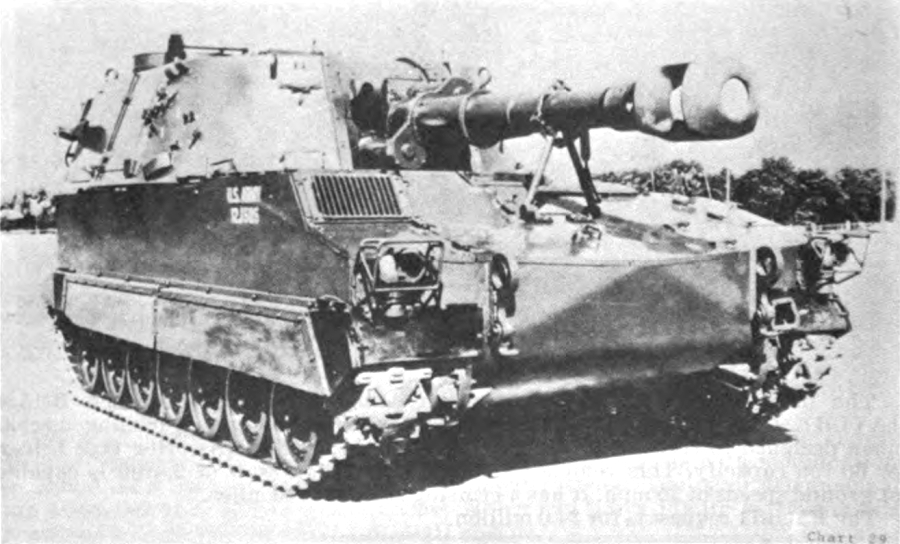
Один із прототипів M109

У середині 1950-х в армії США виникла потреба заміни невдалої САУ M44 на базі легкого танку M41 Walker Bulldog, яка розроблялася з 1947 до 1951 року, а серійно випускалася з 1954 до 1955 року. Під час експлуатації M44 виявили низку серйозних проблем, що спонукало американських військових шукати заміну. 
Розробка перспективної САУ стартувала у середині 1950-х, а перші прототипи були готові до 1959 року. У створенні нової САУ, а також виробництві та її модернізації у різні часи брали участь наступні компанії та підрядники: United Defense, General Motors, Cadillac, Chrysler, BAE Systems Inc, а також іноземні локалізовані варіанти: Samsung та Hanwha.
Під час програми народилося одразу два зразки — 155-мм М109 та 105-мм М108 на єдиному шасі, які взяли на озброєння у 1962 році. Того ж року стартувало серійне виробництво цих САУ, але від виробництва M108 відмовилися у 1963 році через її невдалу конструкцію і більш слабку 105-мм гармату M103.
Попри відмову від M108 США встигли виготовити близько 355 M108, частина з яких була перероблена в М109, а інша частина вирушила до арсеналів Тайваню, Бельгії, Бразилії, Іспанії, Туреччини, Уругваю, Камбоджі, Чилі та інших країн, частина з яких експлуатують їх до сьогодні.
Бойове хрещення М109 разом з М108 відбулося у В’єтнамі. Всього було випущено близько 7000 одиниць M109 всіх модифікацій.

## Опис
Самохідна артилерійська установка M109 базується на гусеничному шасі оригінальної конструкції з баштою, що обертається на 360°. Корпус артилерійської системи та башта суцільнозварні, виконані з катаної алюмінієвої броні, яка забезпечує захист від вогню стрілецької зброї та осколків снарядів польової артилерії. У передній частині знаходиться місце водія, моторне відділення праворуч від нього, а гарматна башта ззаду. Підвіска стрижнева, 7 котків з кожного боку, що транспортує зубчастий барабан в передній частині і напрямний — у задній. Валків зворотного ходу немає. Стандартне оснащення включає інфрачервоні ведучі вогні і спеціальне обладнання, що дозволяє машині самостійно пересуватися через поточні річки, що течуть повільно.
Основне озброєння САУ (вироблене в основному на арсеналі Вотервліт): 155-мм гаубиця M126 (довжина ствола 23 калібри) на M109, M126A1 — на M109A1, M185 (39 калібрів) — на M109A2/A3/A4, M284 (39 калібрів) — на M109A5/A6.
Гаубиця встановлена на станку M127, оснащеному ежектором і дульним гальмом. Противідкатні пристрої — гідропневматичні. Приводи наведення — гідравлічний (основний) і ручний (допоміжний). Звичайна швидкострільність — 3 постр/хв, максимальна — 6 постр/хв.
Допоміжне озброєння: 12,7-мм кулемет M2HB та Mk 19 або кулемети M60 і M240 або британський кулемет Enfield L4. 
Система керування вогнем: оптичний приціл (збільшення 4×, поле зору 10°), панорамний приціл (4× і 10°), квадрант і квадрант навідника.
Двигун дизельний — Detroit Diesel 8V71T.
Екіпаж складається з шести осіб: командира гармати, навідника, помічника навідника, механіка-водія і двох номерів обслуги (заряджаючих). Навідник розміщувався в лівій частині башти, а механік-водій — в передній частині корпусу зліва від двигуна і перед башти. Спереду розташовуються три перископічних прилади спостереження М45, які могли закриватися металевими щитками. Місце командира, що знаходився у башті праворуч, обладнувалося перископічним приладом спостереження М27, турельною установкою великокаліберного кулемета, що обертається і люком.

## Номенклатура боєприпасів
Боєприпаси для артилерійської системи:[джерело?]
- коригований снаряд M712 Copperhead і M982 Excalibur
- осколково-фугасні снаряди M107 і M795
- касетні снаряди M449A1, M483A1, M692, M718/M741 і M864
- активно-реактивний осколково-фугасний снаряд M549
- освітлювальні снаряди M485 і M818
- димовий снаряд M825
- практичний снаряд M804

## Варіанти та модифікації
Самохідна гаубиця М109 має низку модифікацій:
- М109 — базова модель, поступала на озброєння з 1963 року. Оснащувалася 155-мм гарматою M126 на станку M127 Howitzer Mount, боєукладка 28 снарядів різного типу. Допоміжне озброєння — великокаліберний кулемет M2HB з 500 набоями.
- M109A1 та M109A1B — надійшла на озброєння в 1973 році. Відрізнялася від базової моделі збільшеною довжиною ствола гармати M126A1, вдосконаленими приводами наведення і посиленою підвіскою. Мала можливості застосування касетних снарядів з  донним газогенератором M864.
- M109A2 — надійшла на озброєння в 1979 році. Змінена конструкція досильника і противідкатних пристроїв. Боєкомплект збільшений на 22 постріли.
- M109A3 та M109A3B — модернізований варіант M109A1 та M109A2 відповідно. Замінений гарматний станок. Обладнана системою відведення повітря з паливної системи, удосконаленою панеллю приладів механіка-водія, системами контролю стану боєукладки, торсіонних валів, гальма відкоту й накатника. Максимальна дальність стрільби звичайним осколково-фугасним снарядом збільшена до 18 км, активно-реактивним — до 24 км.
- M109A4 — встановлена система захисту від зброї масового ураження. Удосконалено механізми горизонтального наведення гармати, внесено зміни в силову установку.
- M109A5 — встановлена нова гармата M284 (довжина ствола 39 клб) на гарматному станку M182. Максимальна дальність стрільби збільшена до 30 км. На вимогу замовника можуть встановлюватися система GPS і автоматизована система управління вогнем.
- M109A5+ — удосконалена версія M109A5 з поліпшеною системою керування вогнем. Поставлялася на озброєння чилійської армії.
- M109A6 «Паладин» — глибока модернізація самохідної гаубиці, що надійшла на озброєння армії США в 1992 році. Встановлена нова башта з поліпшеним броньовим захистом і внутрішньою обшивкою з кевлара. Озброєна новітньою гарматою — M284 на станку M182A1. Обладнана новою радіостанцією, автоматизованою системою управління вогнем, бортовим балістичним обчислювачем і навігаційною системою, що забезпечують автоматичне наведення гармати, приймачем космічної радіонавігаційної системи NAVSTAR.
- M109A3G — модернізований варіант, розроблений у ФРН у 1983 році. Відрізняється новою гарматою зі стволом від буксируваної гаубиці FH70 «Rheinmetall», досконалішими пристроями противідкотів, новим клиновим затвором і введеним у боєкомплект посиленим бойовим зарядом (що дозволило збільшити дальність стрільби з 14,6 до 18 км і швидкострільність — з 4 до 6 пострілів на хвилину). Кількість пострілів збільшено з 28 до 34. Також на бойовій машині встановлені нові, західнонімецькі приціли і прилади спостереження, засоби зв'язку, гусениці, 7,62-мм зенітний кулемет MG-3 і димові гранатомети.
- M109A3GNM — модернізований варіант, розроблений в 1988 році для армії Норвегії. Оснащений новим стволом виробництва компанії «Рейнметалл», що дозволило збільшити дальність стрільби.
- M109L — модернізований варіант, що вироблявся за ліцензією в Італії.
- M109A5Ö — австрійський варіант (Ö - Österreich), створений на базі M109A5.
- M109 «KAWEST» — швейцарська модифікація M109A1 з встановленою 155-мм гарматою L47 власного виробництва, що стріляє на 36 км. Глибока модернізація систем керування вогнем, електричних приладів, навігаційних та позиціювання, а також вдосконалення багатьох приладів та агрегатів.
- Oto Melara 155mm M109L — італійська версія гармати M109 з подовженою гарматою 39 калібрів FH70 з максимальною дальністю ураження 24-30 км.
- K55/K55A1 — південнокорейська версія самохідної гармати M109.

### M109A3G
Подальша модернізація САУ M109G Бундесверу розроблена компанією Rheinmetall в 1983 році. Основним нововведенням стало встановлення довшого ствола у 39 калібрів пристосованого від причіпної гаубиці FH-70. Завдяки цьому була збільшена максимальна дальність вогню та з'явилась можливість застосовувати німецькі касетні снаряди RB 63 та Rh 49.
За час експлуатації дана модифікація була додатково модернізована.
Остання модернізація 262 САУ M109A3G з встановленням Rheinmetall Ammunition Handling Kit відбулась наприкінці 1990-тих — початку 2000-х.

### M109A3GNM
Норвегія придбала 126 одиниць M109G у ФРН протягом 1969—1971 років для потреб артилерійських батальйонів норвезької армії. В другій половині 1980-тих вони були модернізовані до рівня M109A3GN аналогічно німецьким M109A3G.
Станом на 2006 рік на озброєнні перебувало 56 одиниць.
В 2007 році 14 САУ M109A3GN пройшли модернізацію до рівня M109A3GNM.
До цього пакету модернізації увійшла нова система бортового зв'язку, навігації та позиціонування. Передбачалось, що на озброєнні залишаться тільки модернізовані САУ, а решта — відправлена на бази зберігання

### M109A6 «Paladin»
M109А6 оснащена 155-мм гаубицею М284 з довжиною ствола 39 калібрів, яка має дальність стрільби до 24 км звичайним снарядом та до 30 км активно-реактивним снарядом. Темп стрільби — до 4 пострілів на хвилину, заряджання можливе або за допомогою автоматичної гідравлічної системи або ж напівавтоматичної системи заряджання.
Найважливіше в САУ M109А6 — це бортове обладнання: оновлена радіостанція, автоматизована система управління вогнем, бортовий балістичний обчислювач, навігаційна система та приймач космічної радіонавігаційної системи NAVSTAR.
Має автоматичну систему управління вогнем, систему навігації, фільтровентиляційну установку для захисту від зброї масового ураження, клімат-контроль. Машина обладнана радіостанцією для захищеного зв'язку.
Модернізація корпусу, башти, підвіски, та моторно-трансмісійного відділення збільшують середній час між поломками майже на 60 %, що збільшує готовність машини на 40 %. Середня тривалість ремонту зменшена майже на 50 %. Бортовий комп'ютер здатен визначати поломки.

### M109A7

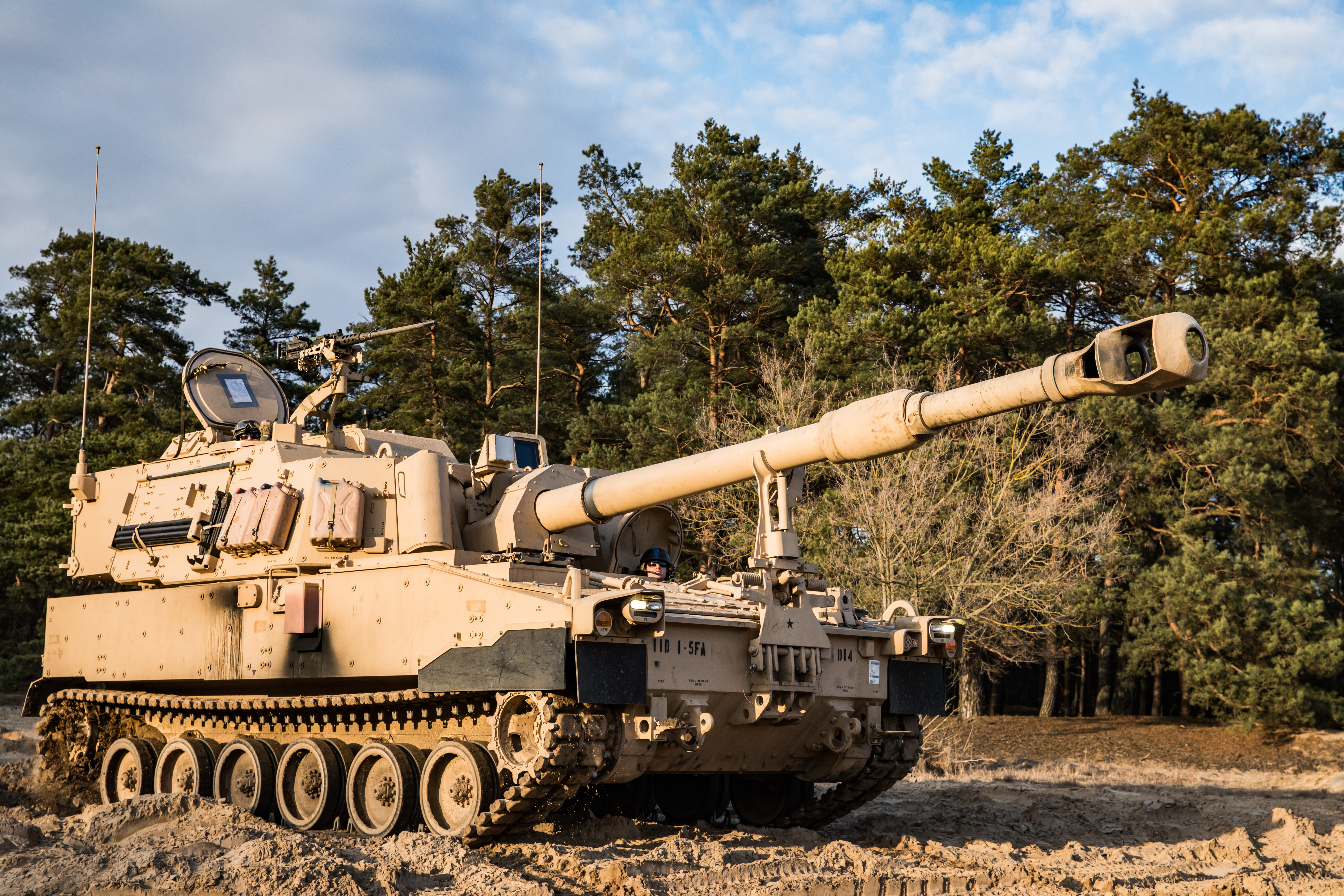
Артилерійська система Paladin M109A7 під час вогневої підготовки в Польщі, операція «Атлантична рішучість», березень 2019 року

M109A7 — модернізований варіант M109A6 «Паладин» 2012 року випуску.
Метою модернізації є продовження терміну експлуатації гаубиць M109A6 на 30-40 років і підвищення їх бойових характеристик.
Модернізована САУ успадкувала гармату та головні елементи башти від попередньої версії — А6, але оснащена цифровою системою управління вогнем і вдосконаленою напівавтоматичною системою заряджання. Також гідравлічні системи управління гармати були замінені на електричний привод.
Заради підвищення мобільності та зменшення експлуатаційних витрат базове шасі замінили на вдосконалене з елементами підвіски і трансмісією БМП М2 «Бредлі».
Замість дизельного двигуна «Детройт Дизель» потужністю 440 к.с. на САУ встановлений двигун БМП М2 «Бредлі» («Каммінс» V903 потужністю 600 к.с.). Збройні сили США планують модернізувати 580 з 975 до рівня M109A7.
Протягом 2020 року виготовлено понад 250 САУ цієї модифікації.

### ERCA/XM1299

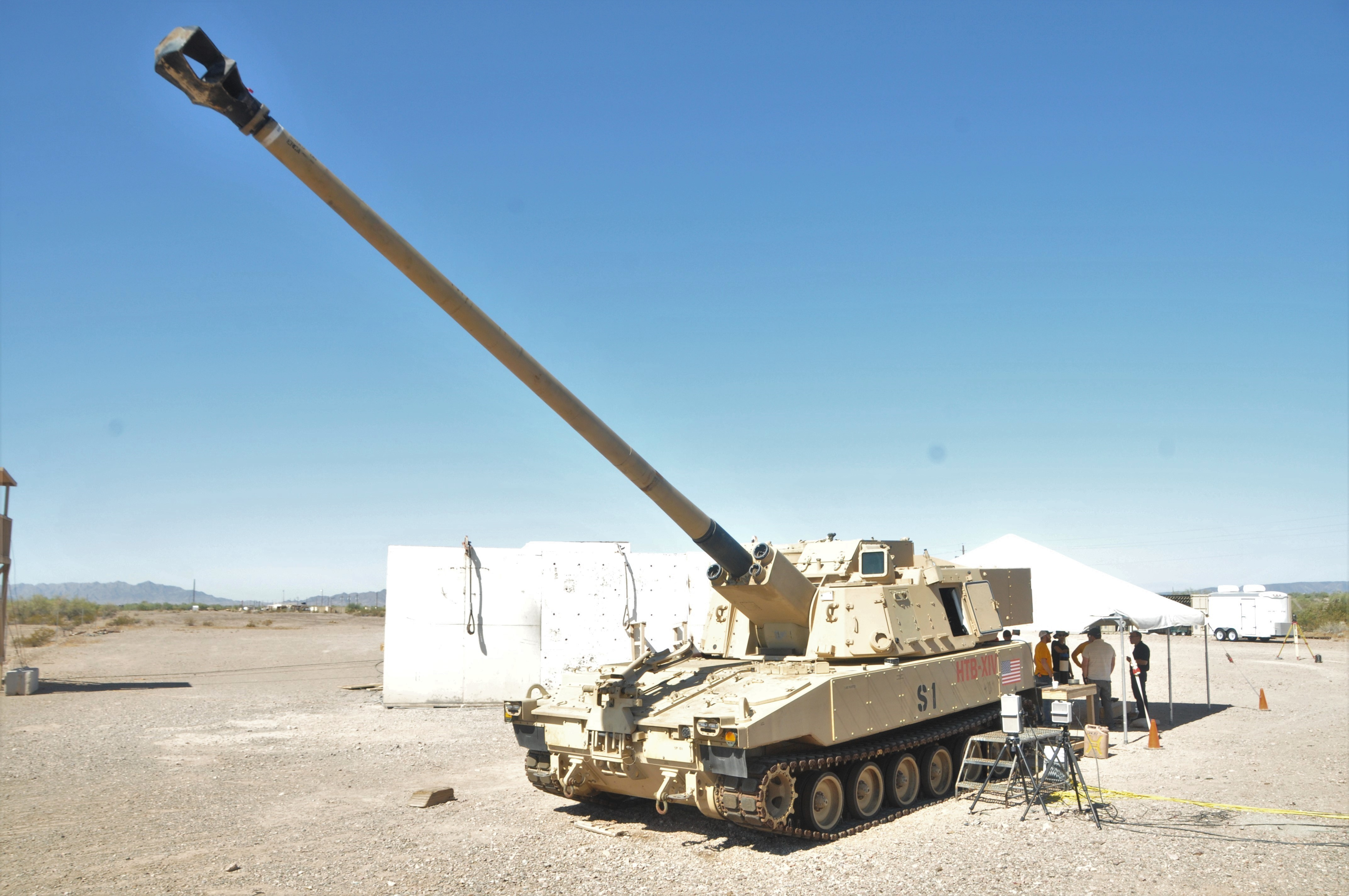
Дослідний зразок ERCA, червень 2019 року

Програма англ. Extended Range Cannon Artillery (ERCA, укр. ствольна артилерія збільшеної дальності вогню) має на меті кардинально оновити можливості ствольної 155-мм артилерії американської армії. Очікується, що завдяки використанню нових стволів та нових снарядів та зарядів буде можливість забезпечити високоточну стрільбу на відстань понад 70 км, а то і на понад 100 км — в залежності від типу снаряда. Темп стрільби зросте з 3 пострілів на хвилину до 10.
19 грудня 2020 року на полігоні Юма відбувся черговий етап випробувань в рамках цієї програми. Як шасі у дослідній модифікації САУ використано M109A7 Paladin Integrated Management (PIM), а замість ствола 39 калібрів завдовжки встановлено ствол завдовжки 58 калібрів. Під час випробувань здійснено постріли снарядами великої дальності Excalibur. Із трьох випущених снарядів (дещо відмінних між собою) одному вдалось вразити ціль на відстані 70 км.
Таким чином, серед іншого, доведено, що наявні снаряди Excalibur можливо використовувати з посиленим зарядом.
Остаточна конструкція снаряда має бути визначена у 2021 році. Терміном готовності перших восьми прототипів ERCA до випробувань визначено 2023 р. — відповідно до поточних планів формування першого дивізіону з гарматами ERCA (поки без апарата заряджання). Другого дивізіону — на 2024 р.
Станом на березень 2021 року наближався до завершення вибір батальйону, який першим отримає нові системи ERCA для випробувань тривалістю близько року. Також тривала робота над створенням автомата заряджання — в арсеналі Пікатінні розпочались випробування нового автомата заряджання.
Прототип автомата заряджання вже був встановлений на дослідні зразки системи під час випробувальних стрільб червні 2019 року, однак він мав обмежені можливості. Готовий автомат заряджання буде здатен забезпечити значно швидший темп вогню за ручне заряджання. Також в майбутньому він буде важливий для створення безекіпажних артилерійських систем.
На початку квітня 2021 року Anniston Army Depot повідомила, що нещодавно провели модернізацію двох башт від M109A7 Paladin для використання в системі ERCA. Основною зміною було збільшення та підсилення монтажних кріплень під нову, потужнішу гармату.

## Бойове застосування

### Ірано-іракська війна

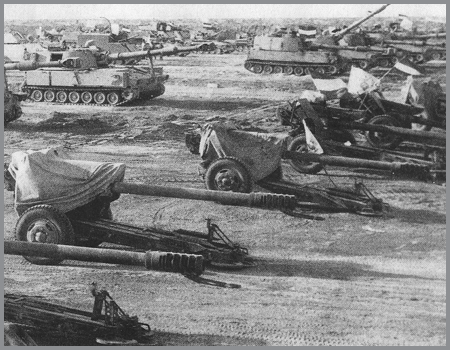
Трофейні САУ M109, захоплені ОМІН в ході операції «Сорок Зірок»

Під час ірано-іракської війни використовувалися Іраном, а також трофейні – Іраком. У грудні 1980 року з’являлися повідомлення про застосування Іраком захоплених САУ M109.
Невідома кількість іранських САУ M109 була захоплена іракцями. У ході операції «Сорок зірок» було захоплено 13 справних іранських M109. Із довоєнних 440 M109 до кінця війни залишилося близько 100 таких САУ.

### Війна в Перській затоці
Перед війною з Іраком Кувейт мав на озброєнні, за різними даними, 18 або 36 САУ M109. Усі або майже всі були захоплені під час невдалої оборони Кувейту від іракської армії в серпні 1990 року. Йорданські спеціалісти допомогли ввести до складу збройних сил Іраку трофейні M109.
У 1991 році застосовувалися під час операції «Буря в пустелі». 2 лютого 1991 року на території Саудівської Аравії американська батарея гармат M109A3 кілька разів поспіль зазнала атаки з боку одного й того ж самого американського штурмовика A-6E Intruder. Унаслідок атаки одна гармата M109A3 була підбита, один артилерист загинув і троє отримали поранення.

### Російсько-українська війна
Є свідчення того, що з кінця травня 2022 року перебували на озброєнні 72 ОМБр ім. Чорних Запорожців та використовувались проти російських окупантів.
На початку червня 2022 року російська пропаганда поширила відео, зняте з БПЛА, ракетного удару касетним реактивним снарядом по позиції українських САУ M109. На відео видно займання, однак не ясно, чи це горять розкладені позаду САУ заряди і снаряди, чи це зайнялась одна з артилерійських установок. Також з відео неможливо зрозуміти, чи уражено САУ взагалі, і якщо так, то як сильно.
В порівнянні з іншими переданими станом на липень 2022 САУ (PzH 2000, AHS Krab, CAESAR тощо) дані гаубиці мають меншу довжину ствола, а відповідно й дальність. Тому вони використовуються як артилерія бригадного рівня, замінюючи старі та зношені 2С3 «Акація», для яких до того ж присутній дефіцит радянських боєприпасів. Бойові можливості американської та радянської гаубиць подібні, але українські військові відзначили кращу точність за рахунок якості машин та боєприпасів, а також значно комфортніше використання: кермо замість важелів, автоматична КПП, гумові протиковзні накладки на корпусі, корзинки для особистих речей на башті тощо.
Наприкінці січня 2023 року артилеристи 72-ї окремої механізованої бригади імені Чорних Запорожців змогли уразити з M109 позиції російського 240-мм 2С4 «Тюльпан», хоча за словами військових, зазвичай установка працює проти живої сили противника.
15 лютого 2025 року 47-ма окрема механізована бригада «Ма́ґура» уразила ворожий спостережний пункт. Ураження здійснювалося за допомогою САУ M109A6 Paladin та високоточного снаряду M712 Copperhead.
Станом на 26 липня 2025 року редактори Oryx Blog знайшли фото чи відео підтвердження безповоротної втрати Україною 80 САУ M109. Ще 16 машин отримали пошкодження.

## Оператори

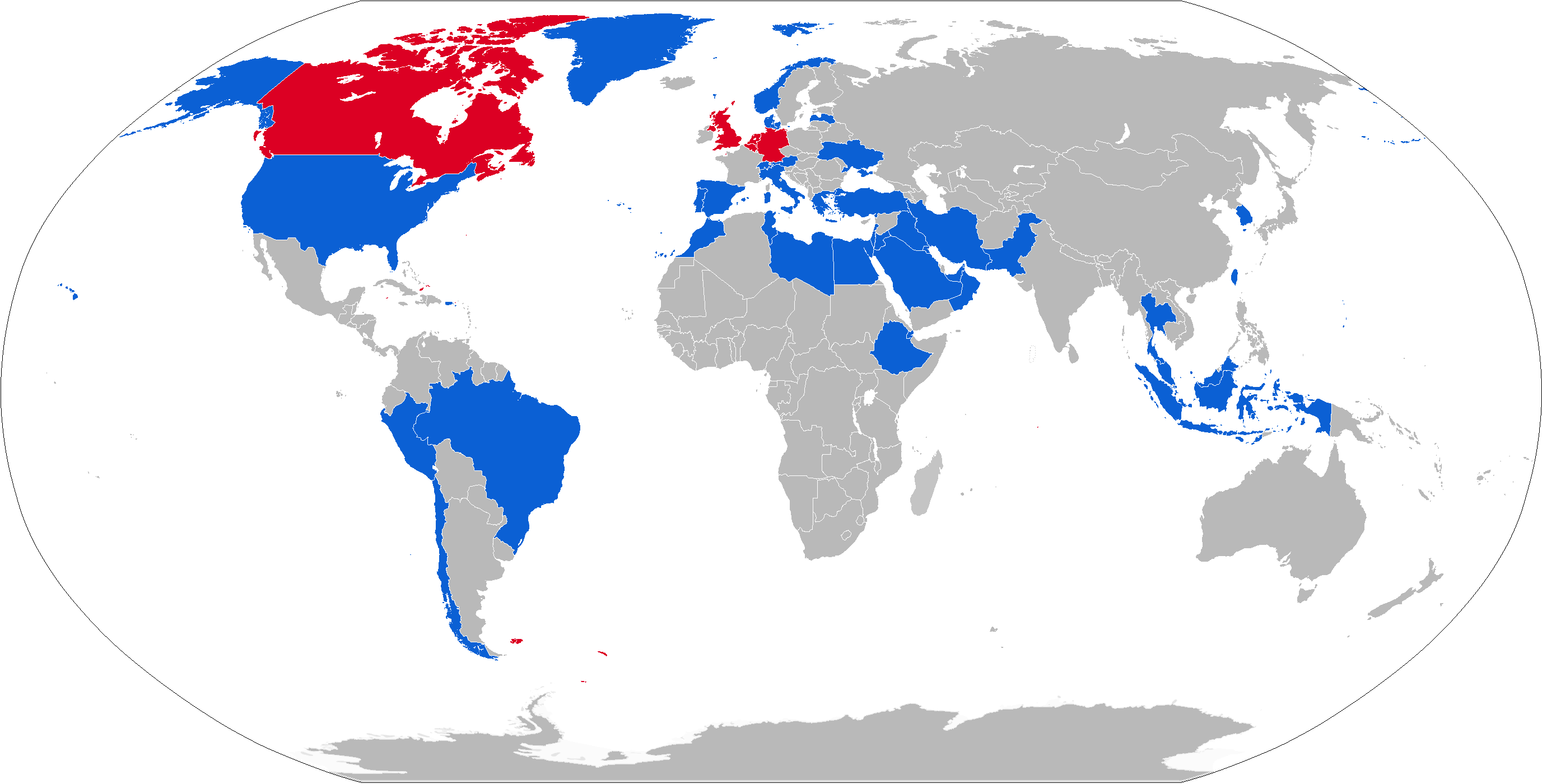
Країни-оператори M109.
Самохідні гаубиці M109 перебувають на озброєнні
Самохідні гаубиці M109 зняті з озброєння

### Поточні
- Австрія — 48 M109A5ÖE на озброєнні, станом на 2025 рік[27]
- Бахрейн — 20 M109A5 на озброєнні, станом на 2024 рік[28]
- Бразилія — 37 M109A3, 40 M109A5 та 32 M109A5+ на озброєнні, станом на 2024 рік[29]
- Греція — 420 M109A1B/A2/A3GEA1/A5 на озброєнні, станом на 2025 рік[30]
- Єгипет — 164 M109A2 та 204 M109A5 на озброєнні, станом на 2024 рік[31]
- Ізраїль — 250 M109A5, ще близько 30 M109A2 на зберіганні, станом на 2024 рік[32]
- Індонезія — 18 M109A4 на озброєнні, станом на 2024 рік[33]
- Іспанія — 95 M109A5 на озброєнні, станом на 2025 рік[34]
  - Морська піхота Іспанії: 6 M109A2 на озброєнні, станом на 2025 рік[35]
- Ірак — 6 M109A1 та 24 M109A5 на озброєнні, станом на 2024 рік[36]
- Іран — 150 M109A1 на озброєнні, станом на 2024 рік[37]
- Йорданія — 358 M109A1/A2 на озброєнні, станом на 2024 рік[38]
- Латвія — 47 M109A5ÖE на озброєнні, станом на 2025 рік[39]
- Ліван — 12 M109A2 та 24 M109A5 на озброєнні, станом на 2024 рік[40]
- Кувейт — 37 M109A3 на озброєнні, станом на 2024 рік[41]
- Марокко — близько 130 M109A1/A1B/A2/A3/A4 та 70 M109A5 на озброєнні, станом на 2024 рік[42]
- ОАЕ — 85 M109A3 на озброєнні, станом на 2024 рік[43]
- Пакистан — 200 M109A2, 115 M109A5 та 123 M109L на озброєнні, станом на 2024 рік[44]
- Перу — 12 M109A2 на озброєнні, станом на 2024 рік[45]
- Португалія — 18 M109A5 на озброєнні та 6 M109A2 на зберіганні, станом на 2025 рік[46]
- Південна Корея — 1 040 M109A2 (K55/K55A1) на озброєнні, станом на 2024 рік[47]. Близько 20 одиниць M109A2 (K55/K55A1) на озброєнні КМП Республіки Корея, станом на 2024 рік[48]
- Республіка Китай — 225 M109A2/M109A5 на озброєнні, станом на 2024 рік[49]
- Саудівська Аравія — 110 M109A1B/A2 на озброєнні, станом на 2024 рік[50]
- США — близько 370 M109A6 та 300 M109A7 на озброєнні, а також 850 M109A6 на зберіганні, станом на 2025 рік[51]
- Таїланд — 20 M109A5 на озброєнні, станом на 2024 рік[52]
- Чилі — 24 M109A3 та 24 M109A5+ на озброєнні, станом на 2024 рік[53]
- Швейцарія — 133 M109 KAWEST на озброєнні, станом на 2025 рік[54]
- Україна — близько 100 одиниць M109A3GN/A4/A5Oe/A6/L на озброєнні, станом на 2025 рік[55]. 22 М109A3GN[56], 20+ M109A4[57] та 6 одиниць невідомої версії[58] (потенційно M109A5Ö, які Латвія отримала від Австрії[59]), до 50 одиниць версії Oto Melara 155mm M109L з Італії[60] станом на кінець 2022 року, плануються поставки 18 одиниць M109A6, як військова допомога від США[61].
  - 17 ОТБр ім. Костянтина Пестушка: невідома кількість M109A4[62]

### Колишні
- Бельгія — 24 M109 на озброєнні, станом на 2007 рік[63]
- Німеччина — 499 M109A3G на озброєнні, станом на 2007 рік[64]. Замінені на PzH 2000
- Данія — 12 M109A3, станом на 2021 рік, які планувалося замінити на CAESAR
- Італія — 300 одиниць на зберіганні, станом на 2022 рік[65].
- Нідерланди — 130 M109A3 на озброєнні, станом на 2007 рік[66].

### Бельгія
В 2008 році Міноборони Бельгії вирішило зняти з озброєння 64 самохідні артустановки M109A4BE, на модернізацію яких витралили значні ресурси. В 2015 році бельгійські M109A4BE були продані компанії, що спеціалізується на скупці «надлишкового військового майна».
У 2022 деяка кількість цих САУ була продана Україні.

### Латвія
У квітні 2017 року була підписана угода на придбання в Австрії 47 САУ M109A5ÖE ціною 60—140 тисяч € за одиницю. У жовтні 2018 року завершено отримання техніки за цим контрактом. Спочатку ці САУ були у використанні у Великій Британії, але з отриманням AS-90 їх продали Австрії, де вони пройшли процес модернізації з версії M109A2/A3 до поточної версії M109A5ÖE. У грудні 2020 року стало відомо, що Латвія має намір придбати в Австрії додаткову кількість САУ (однак подробиці не розголошувались).
В травні 2021 року міністерство оборони Латвійської Республіки уклало другий контракт на постачання 18 самохідних гаубиць M109A5ÖE з запасів австрійської армії. Вартість угоди понад 2 млн євро. З урахуванням нової партії у латвійській армії буде вже 53 САУ M109A5OE.
В 2022 році стало відомо про передачу щонайменш 6 цих САУ Україні.

### Німеччина
Німеччина тривалий час була основним оператором M109 серед країн НАТО у Європі. Окрім експлуатації, Німеччина активно та неодноразово модернізувала наявні в неї установки. Навіть після завершення Холодної війни та початку переходу на PzH 2000 країна мала значний парк M109A3G. Так, станом на 2009 рік в країні було 499 САУ цього типу.
Протягом 1964—1972 років у Сполучених Штатів двома партіями придбано 586 одиниць M109A1 та M109A2 й модернізовано компанією Rheinmetall до рівня M109G.
Також створено кілька одиниць для навчання механіків-водіїв. У цих машинах замість башти встановили кабіну інструктора з великими вікнами, а замість гармати встановлена аналогічна за габаритами труба.
У зв'язку з переходом на PzH 2000 значну частину наявних САУ M109 продали за кордон, зокрема, до Греції.
У 1999 році продано 50 одиниць Греції за €10 млн. У 2003 році погоджено продати 114 одиниць разом з PzH 2000[джерело?]. У 2010 році продано ще 223 одиниці разом із запасними частинами за €10 млн.

### Сполучені Штати
Національна гвардія штату Північна Кароліна першою серед підрозділів отримала M109A7 Paladin. 17 березня 2021 року розпочалось навчання особового складу з новою технікою у Форт Брегг.

### Україна
На початку травня 2022 року стало відомо, що Норвегія має намір поставити до України гусеничні 155-мм самохідні гаубиці M109A3GN.
Трохи згодом речник Пентагону повідомив про згоду Нідерландів, Італії та Бельгії передати Україні або САУ M109, або німецькі PzH 2000. При чому Україна віддає перевагу М109, адже ці САУ забезпечують більшу мобільність на полі бою в порівнянні з раніше отриманими причіпними гаубицями M777.
28 травня 2022 року міністр оборони України Олексій Резніков повідомив, що в результаті кооперації кількох країн до України вже надійшли «САУ М109 однієї з модифікацій. Це дуже якісна техніка». Ані кількість, ані модифікацію, ані жодних інших подробиць не повідомлено.
Всього Норвегія передала Україні 22 САУ. Окрім самохідних установок, пакет допомоги також включає спорядження, запасні частини та артилерійські боєприпаси.
На початку червня 2022 року чотири отримані від Норвегії САУ M109A3GN разом з українською машиною управління вогнем артилерії 1В13 були помічені на Київщині. Імовірно, комплекс автоматизованого керування вогнем радянського виробництва інтегрували з західними артилерійськими установками, які надходять до України.
Тоді ж стало відомо, що до України вже попрямувала неоголошена кількість M109A4BE, придбаних у приватної компанії з Бельгії.
У середині червня 2022 року міністр оборони Великої Британії Бен Воллес повідомив, що Британія закупила та відремонтувала понад 20 бельгійських самохідних артилерійських гаубиць M109 та вони вже прямують до України.
У середині серпня 2022 року міністр оборони Олексій Резніков повідомив, що Латвія передала Україні ще 6 гаубиць M109 (імовірно колишні австрійські M109A5OE).
На липень 2022 року підтверджено використання САУ у складі 28-ої окремої механізованої бригади та 72-ої механізованої бригади, що воюють проти російських окупантів у Херсонській та Луганських областях[джерело?].
У жовтні 2022 р. оголошено про передачу до 50 одиниць САУ в італійській модифікації Oto Melara 155mm M109L.
6 січня 2023 року Міністерство оборони США оголосило склад чергового пакету допомоги України, серед іншого, було названо 18 одиниць 155-мм самохідних артилерійських установок (ймовірно, йдеться про модифікацію M109A6 «Paladin»).

### Швейцарія
Швейцарська армія планує списувати свій парк 133 одиниць M109 KAWEST на початку 2030-х років, бо ці САУ уже відслужили понад 50 років та близькі до вичерпання свого ресурсу. В фінал конкурсу на заміну цим САУ в серпні 2022 року вийшли RCH-155 та ARCHER.

## Галерея

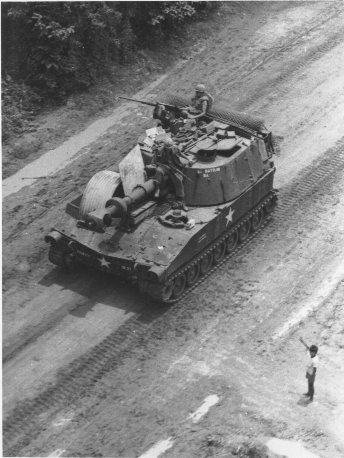
M109 входить до Південного В'єтнаму
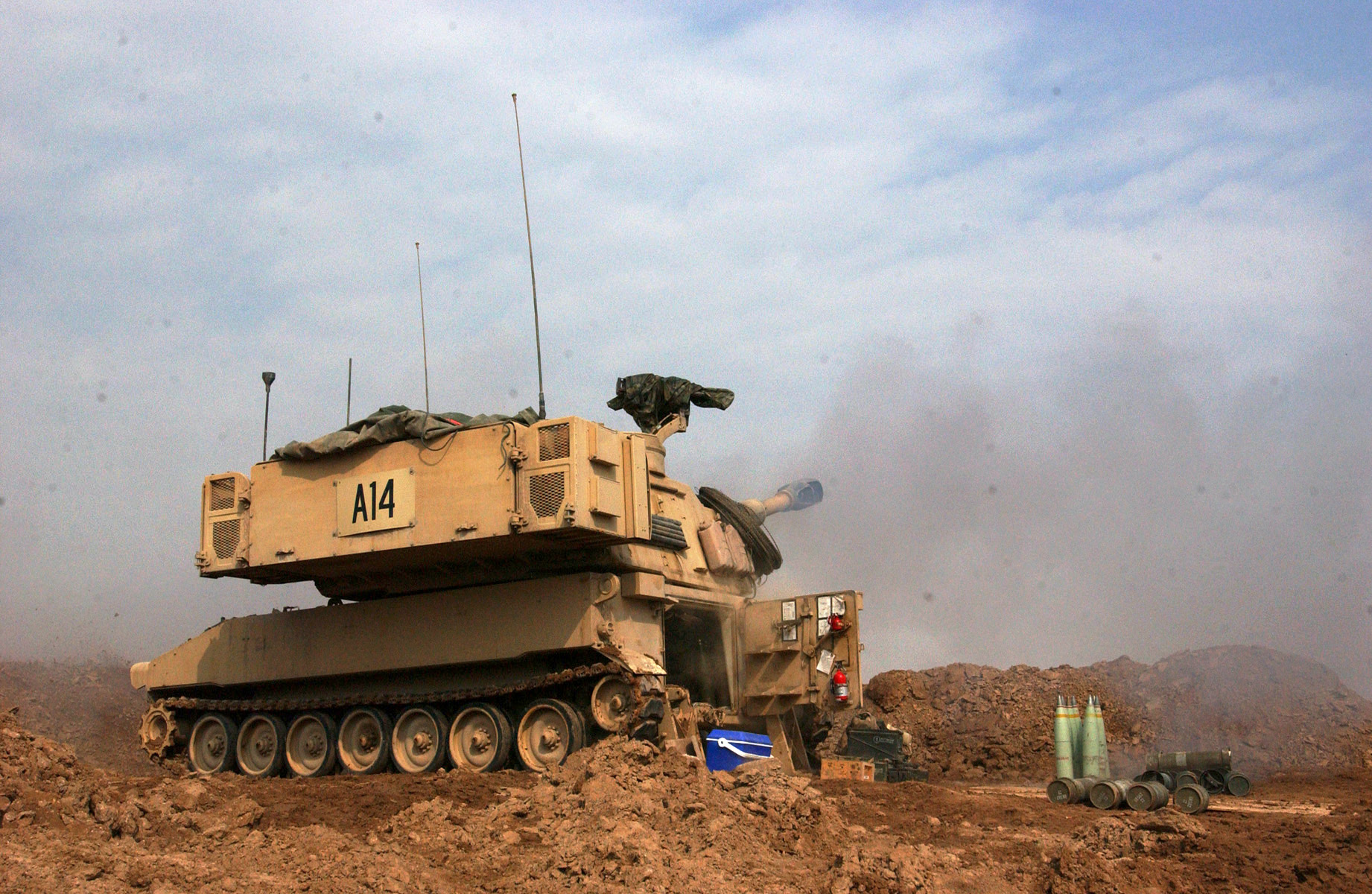
M109A6 у Фаллуджі, Ірак, 2004
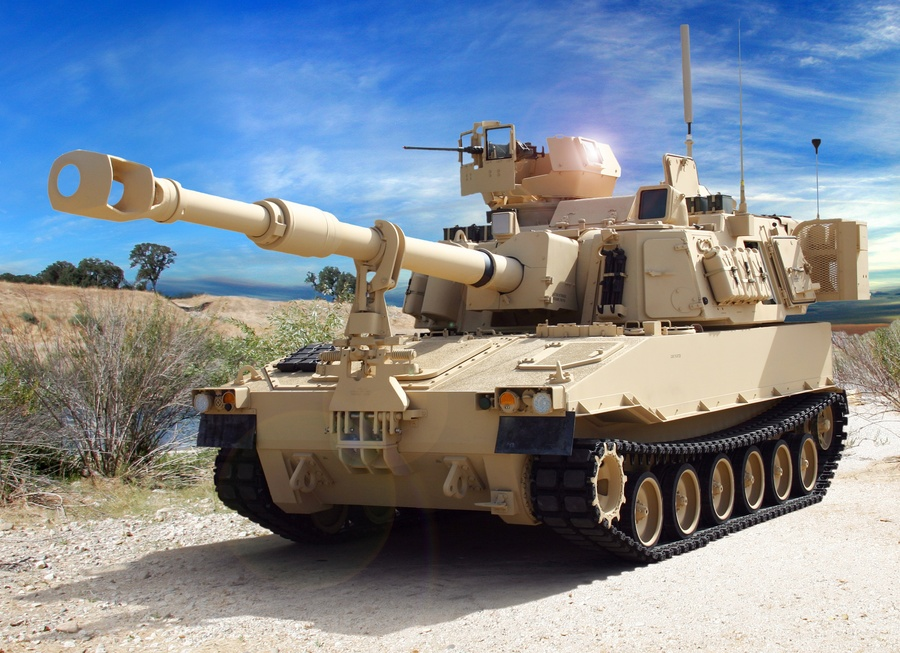
Прототип M109A7
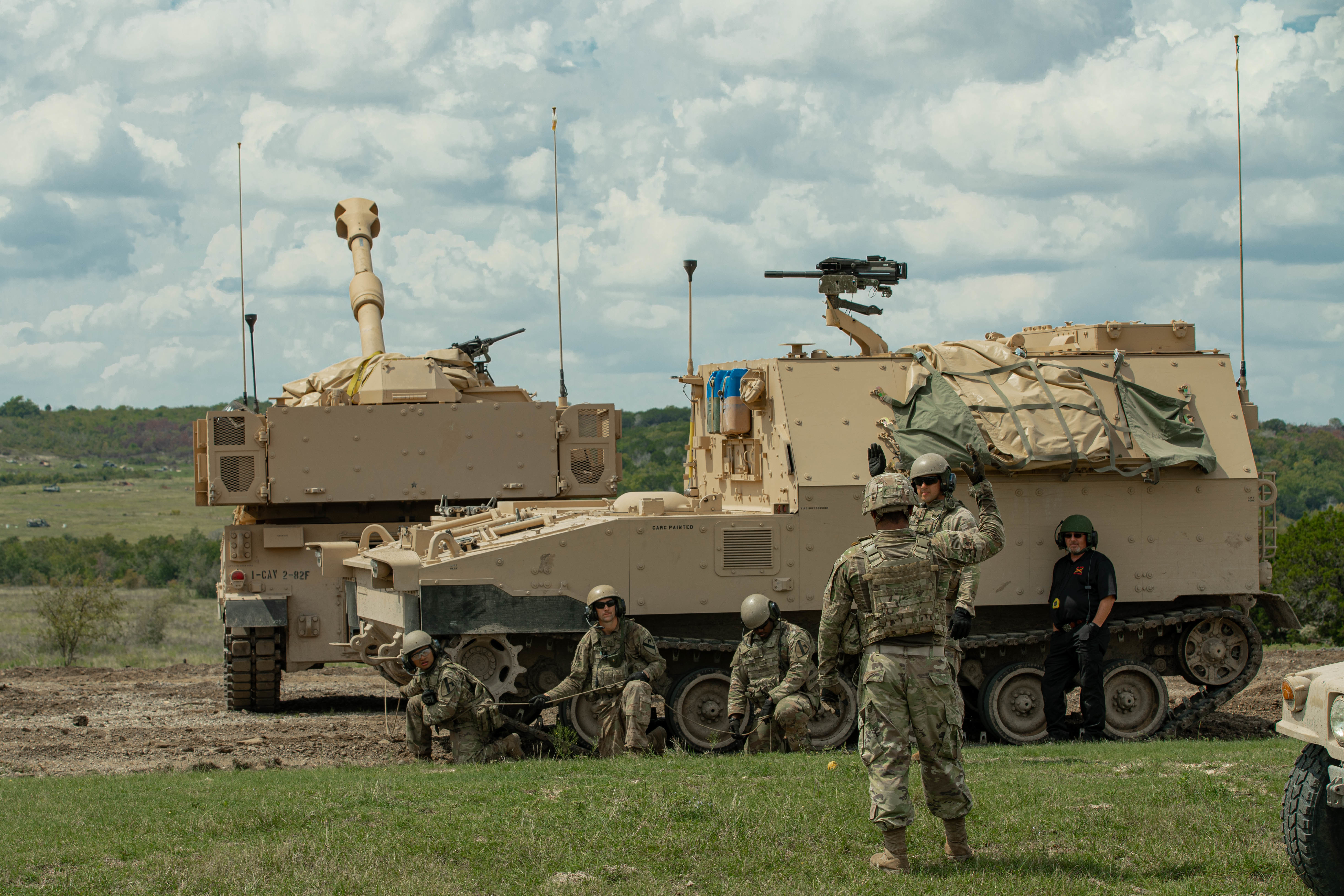
M109A7 разом із машиною постачання боєприпасів M992A2